# Militærnægteradministrationen
Militærnægteradministrationen er en myndighed under Forsvarsministeriet, der administrerer militærnægterordningen i Danmark og desuden yder rådgivning og bistand. Militærnægteradministrationen afholder desuden introduktionsdage for kommende militærnægtere. 
Myndigheden blev etableret i 1917, hvor den første militærnægterlov blev vedtaget. Indtil 1943 og igen 1949-1959 drev man lejre, hvor militærnægte aftjente tjenestetiden, men siden 1970 har alle militærnægtere været udstationeret på civile arbejdspladser. I 2003 blev Militærnægteradministrationen overflytttet fra Indenrigsministeriet til Forsvarsministeriet.
Militærnægteradministrationen har siden 2007 haft til huse i Beredskabsstyrelsens Frivilligcenter i Hedehusene. Fra 1974 og til 2007 lå den i Slagelse i den tidligere hovedbygning til Antvorskov Højskole.